# Kalmuckkhanatet

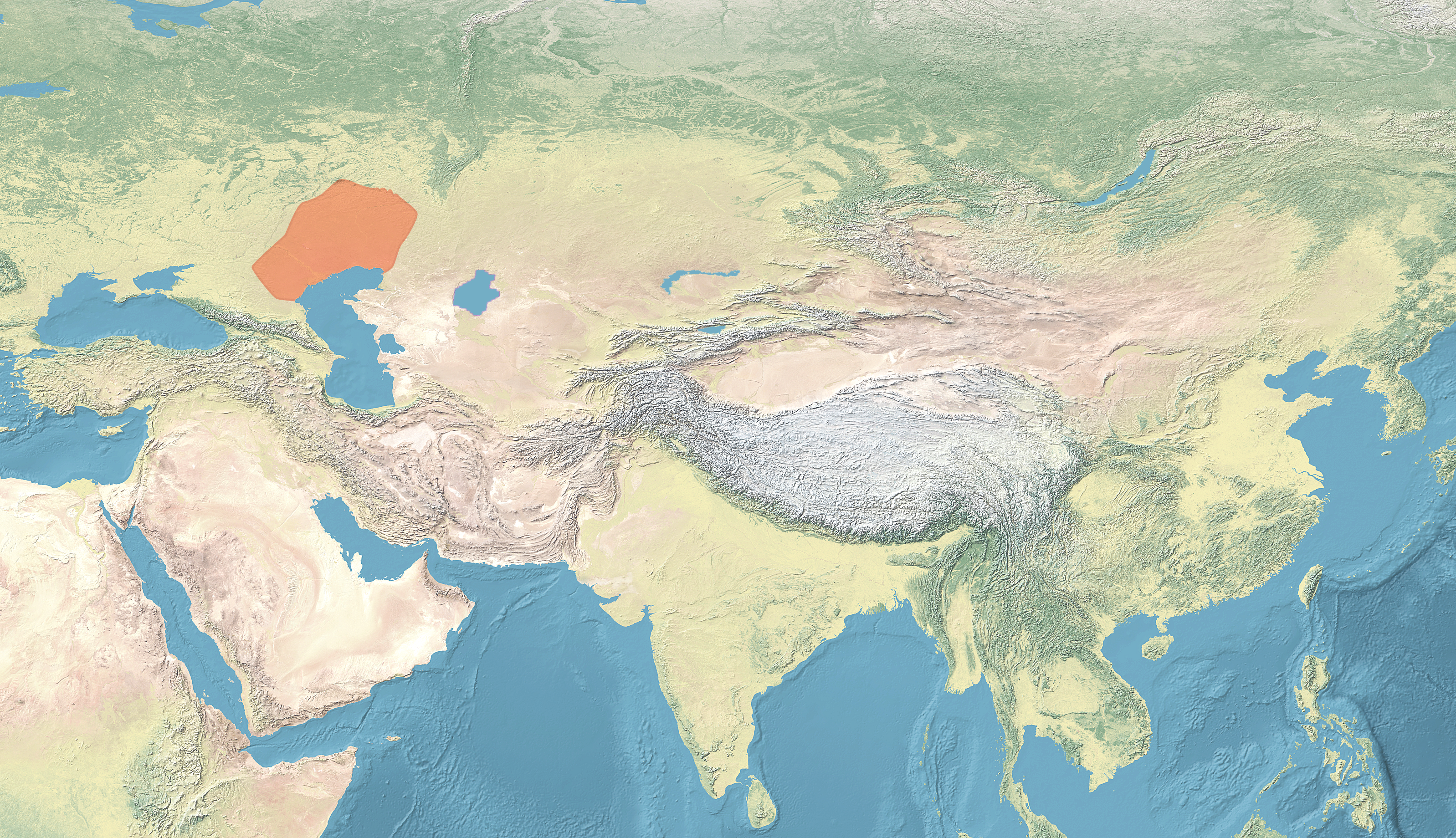
Karta över Kalmuckkhanatet.

Kalmuckkhanatet var en historisk stat som låg i nuvarande Sibiren norr om Kaspiska havet mellan 1630 och 1771.
Det var en nomadisk monarki grundad av kalmuckerna. Deras religion var buddhism. 
Det erövrades av Ryssland 1771.